# John Derbyshire
John Henry Derbyshire, detto Rob (Manchester, 29 novembre 1878 – Baslow, 30 luglio 1938), è stato un nuotatore e pallanuotista britannico.

## Carriera
Robertson è accreditato dal CIO come vincitore del torneo di pallanuoto ai Giochi della II Olimpiade con l'Osborne Swimming Club #1, in rappresentanza della Gran Bretagna. La squadra britannica prevalse nettamente su tutte le altre squadre, terminando il torneo imbattuta e con ventinove reti realizzate in tre partite, subendone solo tre. Caddero sotto la potenza bretone i francesi del Tritons Lillois, battuti 12-0, i francesi dei Pupilles de Neptune de Lille #2, per 10-1, e i belgi del Brussels Swimming and Water Polo Club, battuti in finale per 7-2. Tuttavia è poco probabile che abbia veramente disputato il torneo, poiché due giorni dopo la finale olimpica, prese parte insieme a Eric Robinson ad un incontro a Manchester.
Partecipò alle gare di nuoto dei Olimpiadi estive di Atene del 1906; gareggiò nei 400m stile libero, arrivando in finale, nei 100 metri stile libero, arrivando quinto in finale, e nella staffetta 4x250m stile libero, dove, con la squadra inglese, composta anche da Henry Taylor, William Henry e John Jarvis, vinse la medaglia di bronzo.
Due anni dopo, gareggiò nelle gare di nuoto delle Olimpiadi estive di Londra del 1908; prese parte alla staffetta 4x200m stile libero, dove, con la squadra inglese, vinse la medaglia d'oro olimpica, con un tempo totale di 10'55"6. Partecipò anche ai 100m stile libero, venendo eliminato al primo turno, nuotando in 1'12"6. Prese parte alla gara dei 100m stile libero alle Olimpiadi estive di Stoccolma del 1912, venendo eliminato in finale, nuotando in 1'09"2.

## Palmarès

### Pallanuoto
- Oro ai Giochi olimpici di Parigi 1900

### Nuoto
- Bronzo ai Giochi olimpici intermedi di Atene 1906 nella staffetta 4x250m stile libero[2]
- Oro ai Giochi olimpici di Londra 1908 nella staffetta 4x200m stile libero